# Registro aeronautico sammarinese
Il registro aeronautico sammarinese è il registro aeronautico della Repubblica di San Marino, istituito con la legge numero 9 del 16 gennaio 2001. Tutte le attività del settore sono supervisionate dall'Autorità per l'Aviazione civile e la Navigazione marittima (CAA-MNA-SMR). I regolamenti emanati dalla CAA sono uniformi alle normative dell'Organizzazione Internazionale per l'Aviazione civile (ICAO).
Il prefisso delle marche identificative assegnate dall'ICAO alla Repubblica di San Marino è T7 (es.: T7-AAA, T7-BBB, T7-CCC).